# Hullaadás
A Hullaadás (eredeti cím: Thanksgiving) 2023-as amerikai horrorfilm, melyet Jeff Rendell forgatókönyvéből, valamint Eli Roth és Rendell történetéből Roth rendezett. Roth Grindhouse – Halálbiztos című 2007-es filmjében bemutatott, azonos című fiktív filmelőzetesén alapul. Ez volt a harmadik egész estés filmadaptáció, amely egy fiktív Grindhouse-előzetesből készült – a Machete (2010) és a Koldus puskával (2011) után. A főbb szerepekben Patrick Dempsey, Addison Rae, Milo Manheim, Jalen Thomas Brooks, Nell Verlaque, Rick Hoffman és Gina Gershon látható.
Az Amerikai Egyesült Államokban 2023. november 17-én, míg Magyarországon 20 nappal később, december 7-én mutatták be a mozikban. Általánosságban pozitív visszajelzéseket kapott a kritikusoktól, és 29,3 millió dolláros bevételt ért el.
Magyarországon ez lett az 5. olyan film, amely X-es besorolásban részesült - a 18-as helyett.

## Cselekmény
2022-ben, hálaadáskor a Massachusetts állambeli Plymouthban az emberek a RightMart szupermarket előtt gyülekeznek a fekete pénteki kiárusításra készülve. Jessica Wright, akinek az apja, Thomas a bolt tulajdonosa, egy oldalajtón keresztül korán beengedi barátait, Evant, Gabbyt, Scubát és Yulát, valamint párját, Bobbyt. A kinti tömeg meglátja őket, és őrjöngve beront az üzletbe, aminek következtében több ember meghal, köztük Amanda Collins, az üzletvezető Mitch felesége. Bobbynak eltörik a karja, amikor megpróbál megmenteni valakit, és ezt követően eltűnik a csapatból.
Egy évvel később a hatóságok hivatalosan balesetnek minősítették az eseményeket, Thomas Wright pedig kártérítést kért a médiától. Eközben Jessicát elhagyta Bobby, mert őt hibáztatta a történtekért, és immár Ryannel van együtt. Hálaadáskor a baráti társaságot az Instagramon egy "John Carver" álnevet használó személy jelöli be, aki bosszút követel az előző évben történtekért. A zarándoknak álcázott gyilkos először megöli Lizzie-t, a vásárlásra hajlamos pincérnőt és Manny-t, az áruházak biztonsági őrét, és nyilvánosan ünnepli halálukat.
Ahogy egyre több ember hal meg, a Jessica köré csoportosuló baráti társaság egyre inkább John Carver célpontjává válik. Evant és Gabbyt elrabolja a maszkos gyilkos, míg Yuliát egy körfűrésszel brutálisan megöli. Mivel Eric Newlon seriff és a rendőrség nem talál nyomot, a Wright családnak másnap részt kell vennie az éves hálaadási felvonuláson, hogy csapdát állítsanak a sorozatgyilkosnak. A terv azonban kudarcba fullad, és a John Carver által okozott káoszban Thomas, Jessica és mostohaanyjuk, Kathleen is elrablásra kerül. A sorozatgyilkos az összes áldozatát egy hálaadásnapi asztal köré teríti, és azt akarja, hogy nyilvánosan fizessenek meg tetteikért. Míg Evant halálra veri a gyilkos, Jessicának sikerül elmenekülnie.
Miközben Jessica elbújik a sorozatgyilkos elől, felismeri a maszk alatt Bobbyt, aki nemrég tért vissza Plymouthba. Az érkező seriff, Eric Newlon el akarja kapni a fiút, de Bobbynak sikerül elmenekülnie a tűzpárbajban. Amikor Jessicát arra kérik, hogy tegyen vallomást a rendőrségen, rájön, valójában Eric Newlon rejtőzött John Carver maszkja alatt. A seriff Amanda Collins szeretője volt, gyermeket várt tőle, és most a bedrogozott Bobbyt használta fel arra, hogy titokban tartsa saját személyazonosságát. Amikor Newlon megpróbálja megtámadni Jessicát, Bobby megmenti, és mindkettőjüknek sikerül újra elmenekülniük. A szökés során Jessica meggyújt egy gyúlékony gázt, ami látszólag megöli Newlont. Míg Jessica és Bobby újra együtt vannak barátaikkal, Scubával, Gabbyval és Ryannel, a hatóságok nem találják Newlon emberi maradványait.

## Szereplők
| Szerep             | Színész             | Magyar hang        |
| ------------------ | ------------------- | ------------------ |
| Eric Newlon seriff | Patrick Dempsey     | Rajkai Zoltán      |
| Jessica            | Nell Verlaque       | Kardos Eszter      |
| Gabby              | Addison Rae         | Kobela Kíra        |
| Bobby              | Jalen Thomas Brooks | Kenéz Ágoston      |
| Ryan               | Milo Manheim        | Fáncsik Roland     |
| Thomas Wright      | Rick Hoffman        | Bolla Róbert       |
| Amanda Collins     | Gina Gershon        | Farkasinszky Edit  |
| Evan               | Tomaso Sanelli      | Csémy Balázs       |
| Béka               | Gabriel Davenport   | Penke Bence        |
| Yulia              | Jenna Warren        | Nagy Blanka        |
| Kathleen           | Karen Cliche        | Mezei Kitty        |
| Bret Labelle       | Jeff Teravainen     | Tokaji Csaba       |
| Jacob              | Jordan Poole        | Umbráth László     |
| McCarty            | Joe Delfin          | Kis Horváth Zoltán |
| Mitch Collins      | Ty Olsson           | Bognár Tamás       |
| Lonnie             | Mika Amonsen        | Kádár-Szabó Bence  |
| Amy                | Shailyn Griffin     | Koller Virág       |
| Manny              | Tim Dillon          | Weigert Viktor     |
| Lizzie             | Amanda Barker       | Tóth Szilvia       |
| Doug               | Chris Sandiford     | Papucsek Vilmos    |
| Cantin             | Derek McGrath       | Forgács Gábor      |
| Kathleen           | Karen Cliche        | Mezei Kitty        |

### Magyar változat
- Főcím: Welker Gábor
- Magyar szöveg: Kis János
- Hangmérnök és vágó: Szabó Miklós
- Gyártásvezető: Boskó Andrea
- Szinkronrendező: Kosztola Tibor
- Produkciós vezető: Jávor Barbara

A szinkront a Dub 4 Studios készítette el.

## A film készítése
2023 februárjában Patrick Dempsey és Addison Rae voltak az első szereplők, akiket bejelentettek a filmhez. A szereposztásban Jalen Thomas Brooks, Nell Verlaque és Milo Manheim is szerepelt. 2023 márciusában Rick Hoffman, Gina Gershon, Tim Dillon, Gabriel Davenport, Tomaso Sanelli és Jenna Warren csatlakozott a szereplőgárdához.
A forgatási munkálatok Torontóban és Hamiltonban, Ontario államban zajlottak március 13. és 2023. május 5. között.

## Fordítás
- Ez a szócikk részben vagy egészben  a   Thanksgiving (2023 film) című angol Wikipédia-szócikk fordításán alapul.  Az eredeti cikk szerkesztőit annak laptörténete sorolja fel. Ez a jelzés csupán a megfogalmazás eredetét és a szerzői jogokat jelzi, nem szolgál a cikkben szereplő információk forrásmegjelöléseként.